# أستاذ (مصطلح)
الأستاذ (أصله من اللغة الفارسية استاد ويعني (المعلم الكبير)) هو لقب شرفي يُستخدم في غرب آسيا وشمال أفريقيا وآسيا الوسطى وجنوب آسيا وجنوب شرق آسيا. تُستخدم في لغات مختلفة، بما في ذلك الفارسية والعربية، والأذربيجانية، والأردية، والهندية، والبنغالية، والماراثية، والديفيهية، والبنجابية، والبشتوية، والتركية، والكازاخستانية، والأوزبكية، والإندونيسية، والماليزية، والكردية.

## علم أصول الكلمات
إن أصل المصطلح من الكلمة الفارسية استاد والتي أصلها من الفارسية الوسطى 𐫀𐫇𐫏𐫘𐫤𐫀𐫅 وتعني ('سيد، حرفي'، 'معلم كبير').

## الاستخدام
يسبق العنوان الاسم وكان يُستخدم تاريخيًا عادةً للمعلمين والفنانين المرموقين. يمكن استخدامه لأي نوع من أساتذة الفن أو المهنة؛ على سبيل المثال، سيتم مخاطبة ميكانيكي الدراجات النارية الرئيس المعترف به باسم الأستاذ. ويُستخدم المصطلح أيضًا من المتدرب للإشارة إلى معلمه؛ وأيضًا يُستخدم هذا المصطلح في العربية اليوم لترجمة كلمة (بروفيسور - Professor)، وذلك لتفضيله بسبب استخدام العرب القدامى له بمعنى مشابه.
وبالتالي في اللغة الفارسية وفي العالم العربي، يشار أيضًا إلى الأستاذ الجامعي بهذا المصطلح. بينما يُستخدم مصطلح أستاذ فقط للعلماء الإسلاميين المؤهلين في بروناي وإندونيسيا وماليزيا والفلبين وسنغافورة وجنوب تايلاند حيث يكون معادلًا مباشرًا لمصطلحات مثل الشيخ في العالم العربي ومولانا في شبه القارة الهندية. وفي جزر المالديف ، لقب الاستاده يستخدمه الأشخاص المرخص لهم بممارسة القانون.

## أستاذ كلقب في الموسيقى الكلاسيكية الهندوستانية
الأستاذ يُستخدم أيضًا لقبًا شرفيًّا لشخص خبير في الغناء الكلاسيكي الهندي والعزف الآلي، ويستخدم للموسيقي المسلم. يتم استخدامه في الموسيقى الكلاسيكية الهندوستانية للتعرف على المؤدين الرئيسين. ويتم استخدامه كعنوان موسيقي. يُمنح الخبير غير الموسيقي الهندوسي لقب أستاذ. يُمنح هذا اللقب للموسيقيين من معلميهم أو الأفراد البارزين أو أعضاء غارانهم [الإنجليزية] تقديرًا لخبرتهم. يُستخدم في العديد من اللغات بما في ذلك الهندية والبنغالية والبنجابية. تُمنح المرأة المسلمة الخبيرة في الموسيقى الكلاسيكية الهندية لقب بيجوم؛ ومن الأمثلة على ذلك بيجوم أختر وبيجوم برفين سلطانة [الإنجليزية]. باندت هو اللقب المعادل للرجل الهندوسي، وفيدوشي، بانديتا، أو بانديتاين للمرأة الهندوسية.

### الاستخدام
يُضاف لقب أستاذ (و باندت) بشكل غير رسمي إلى أسماء المطربين والعازفين الكلاسيكيين من معجبيهم أو أفرادهم أو مؤسساتهم بمجرد وصولهم إلى مكانة مرموقة في فنونهم الأدائية، وخاصة في العروض العامة. نظرًا لأنها ألقاب غير رسمية، فإن ذكر أسماء المطربين البارزين دون تلك الملاحق أمر مقبول، على عكس البادئات مثل لقب دكتور الذي تُمنح رسميًا من المؤسسات التعليمية.
إن لقب أستاذ الذي يطلق على الموسيقي الكلاسيكي يختلف عن لقب أستاذ الذي يطلق على الشخص المتعلم.
هناك العديد من الأساتذة في الموسيقى الكلاسيكية الهندوستانية، على سبيل المثال، أستاذ أحمد جان ثيراكوا [الإنجليزية]، أستاذ علاء راخا [الإنجليزية]، أستاذ ذاكر حسين، أستاذ أمجد علي خان، أستاذ ولاية خان [الإنجليزية]، أستاذ شهيد بارفيز [الإنجليزية]، أستاذ رشيد خان، أستاذ بسم الله خان، إلخ.
- أستاذ بادشاهان، وهو لقب يشير إلى شير شاه سوري من الإمبراطورية المغولية
- الأستاذ أحمد لاهوري ، مهندس تاج محل

## قراءة إضافية
- Baily، John (2001). "Ustād". في Sadie, Stanley (المحرر). The New Grove dictionary of music and musicians (ط. 2nd). London: مكميلان للنشر. ISBN:0-333-60800-3.
- Platts dictionary نسخة محفوظة 2016-01-18 على موقع واي باك مشين.